# 洛克薩 (伊利諾伊州)
洛克薩（英語：Loxa）是位於美國伊利諾伊州科爾斯縣的一個非建制地區。該地的面積和人口皆未知。

## 地理
洛克薩的座標為39°29′50″N 88°16′02″W / 39.49722°N 88.26722°W，而該地的平均海拔高度為205米（即673英尺）。